# Symphyotrichum tardiflorum
Symphyotrichum tardiflorum là một loài thực vật có hoa trong họ Cúc. Loài này được (L.) mô tả khoa học đầu tiên năm 2005.